# Liste des comtesses de Tripoli
Cet article présente la liste des comtesses de Tripoli, de plein droit ou par mariage. Le comté de Tripoli était l'un des États latins d'Orient fondés à la faveur de la première croisade. Il était situé sur le territoire de l'actuel Liban et subsista de 1102 à 1289.

## Comtesses de Tripoli

### Maison de Toulouse (1102-1187)
| Portrait | Nom (dates)                       | Époux                                                                                  | Titres | Eléments biographiques |
| -------- | --------------------------------- | -------------------------------------------------------------------------------------- | --- | --- |

Les Etats latins d'Orient en 1135

|          | Elvire de Castille (1080-1151)    | - Raymond de Saint-Gilles (mariage en 1094)                                            | - Comtesse de Toulouse et marquise de Provence (1094-1105) - Comtesse de Tripoli (1102-1105)                                                                            | - Princesse de la Dynastie Jiménez. Fille légitimée d’Alphonse VI de León et de Jimena Muñoz. - Mère d'Alphonse Jourdain.                                                                |
|          | Hélène de Bourgogne (1080-1141)   | - Bertrand de Toulouse (mariage en 1095) - Guillaume Ier de Ponthieu (mariage en 1115) | - Comtesse de Toulouse et marquise de Provence (1105-1109) - Comtesse de Tripoli (1109-1112) - Comtesse de Ponthieu (1115-1126) - Dame d'Alençon et de Sées (1119-1141) | - Princesse de la Maison capétienne de Bourgogne. Fille d'Eudes Ier de Bourgogne et de Sybille de Bourgogne. - Mère de Pons de Tripoli, de Guy II de Ponthieu, et de Jean Ier d'Alençon. |
|          | Cécile de France (1097-1145)      | - Tancrède de Hauteville (mariage en 1106) - Pons de Tripoli (mariage en 1112)         | - Princesse de Galilée et dame de Tibériade (1109-1112) - Comtesse de Tripoli (1112-1137)                                                                               | - Princesse capétienne. Fille de Philippe Ier de France et de Bertrade de Montfort. - Mère de Raymond II de Tripoli.                                                                     |
|          | Hodierne de Jérusalem (1110-1164) | - Raymond II de Tripoli (mariage en 1131)                                              | - Comtesse de Tripoli (1137-1152) - Régente de Tripoli (1152-1155) | - Princesse de la Maison de Rethel. Fille de Baudouin II de Jérusalem et de Morfia de Malatya. - Mère de Raymond III de Tripoli.                                                         |
|          | Echive de Bures (1118-1187)       | - Gautier de Saint-Omer (mariage en 1130) - Raymond III de Tripoli (mariage en 1174)   | - Princesse de Galilée et dame de Tibériade (de plein droit, 1158-1187) - Comtesse de Tripoli (1174-1187)                                                               | - Princesse de la Maison de Bures. Fille de Godefroy de Bures. - Mère d'Hugues II de Saint-Omer.                                                                                         |

### Maison de Poitiers-Aquitaine (1187-1289)
| Portrait | Nom (dates)                       | Époux                                       | Titres                                                                                                   | Eléments biographiques |
| -------- | --------------------------------- | ------------------------------------------- | --- | --- |
|          | Plaisance du Gibelet (?-1217)     | - Bohémond IV d'Antioche (mariage en 1198)  | - Comtesse de Tripoli (1198-1217) - Princesse d'Antioche (1201-1216)                                     | - Princesse de la Maison d'Embriaco. Fille d'Hugues III Embriaco et d'Étiennette de Milly. - Mère de Bohémond V d'Antioche, de Philippe d'Arménie et d'Henri de Poitiers-Antioche. |
|          | Mélisende de Lusignan (1200-1249) | - Bohémond IV d'Antioche (mariage en 1218)  | - Comtesse de Tripoli (1218-1233) - Princesse d'Antioche (1219-1233)                                     | - Princesse de la Maison de Lusignan. Fille d'Aimery II de Lusignan et d'Isabelle Ire de Jérusalem. - Mère de Marie d'Antioche.                                                    |
|          | Lucienne de Segni                 | - Bohémond V d'Antioche (mariage en 1234)   | - Princesse d'Antioche et comtesse de Tripoli (1234-1252) - Régente d'Antioche et de Tripoli (1252-1254) | - Princesse de la Famille Conti. Fille de Paolo Conti. - Mère de Bohémond VI d'Antioche et de Plaisance d'Antioche.                                                                |
|          | Sibylle d'Arménie (1240-1290)     | - Bohémond VI d'Antioche (mariage en 1254)  | - Princesse d'Antioche (1254-1268) - Comtesse de Tripoli (1254-1275) - Régente de Tripoli (1275-1277)    | - Princesse héthoumide. Fille d'Héthoum Ier d'Arménie et d'Isabelle d'Arménie. - Mère de Bohémond VII de Tripoli et de Lucie de Tripoli.                                           |
|          | Marguerite de Brienne (?-1328)    | - Bohémond VII de Tripoli (mariage en 1278) | - Comtesse de Tripoli (1278-1287)                                                                        | - Princesse de la Maison de Brienne. Fille de Louis de Brienne et d'Agnès de Beaumont-au-Maine.                                                                                    |
|          | Lucie de Tripoli (?-1299)         | - Narjot de Toucy (mariage en 1278)         | - Comtesse de Tripoli (de plein droit, 1287-1289)                                                        | - Princesse de la Maison de Poitiers-Aquitaine. Fille de Bohémond VI d'Antioche et de Sibylle d'Arménie.                                                                           |

## Comtesses titulaires de Tripoli

### Maison de Lusignan (1342-1452)
| Nom (dates)                       | Époux                                    | Titres | Eléments biographiques |
| --------------------------------- | ---------------------------------------- | --- | --- |
| Echive de Montfort (1300/13-1350) | - Pierre Ier de Chypre (mariage en 1342) | - Comtesse de Tripoli (1342-1350)                                                                         | - Princesse de la Maison de Montfort-l'Amaury. Fille d'Onfroy de Montfort et de Marie d'Ibelin.                                                   |
| Éléonore d'Aragon (1333-1416)     | - Pierre Ier de Chypre (mariage en 1353) | - Comtesse de Tripoli (1353-1358) - Reine de Chypre (1358-1369) - Régente de Chypre (1366 puis 1369-1372) | - Princesse de la Maison de Barcelone. Fille de Pierre d'Aragon et de Jeanne de Foix. - Mère de Pierre II de Chypre et de Marguerite de Lusignan. |
| Marguerite de Lusignan(1360-1397) | - Jacques de Lusignan (mariage en 1385)  | - Comtesse de Tripoli (1385-1396)                                                                         | - Princesse de la Maison de Lusignan. Fille de Pierre Ier de Chypre et d'Éléonore d'Aragon. - Mère de Pierre de Lusignan.                         |

## Généalogie de la branche Antioche-Poitiers
|                                                           |                                                           |                                                           |                                                           |                                                           |                                                           |  |  |                                                |                                                |                                                |                                                |                                                |                                                |                                                                                  |                                                                  |                                                                  |                                                                  |                                                                  |                                                                  |                                                              |                                                              | Pons († 1060) comte de Toulouse                                         | Pons († 1060) comte de Toulouse                                         | Pons († 1060) comte de Toulouse                                         | Pons († 1060) comte de Toulouse                                         | Pons († 1060) comte de Toulouse                                         | Pons († 1060) comte de Toulouse                                         |                                       |                                       |                                           |                                           |                                           |                                           |                                               |                                               |                                               |                                               |                                                        |                                                        |                                                        |                                                        | Almodis de la Marche (ca.1020 † 1071)                                | Almodis de la Marche (ca.1020 † 1071)                                | Almodis de la Marche (ca.1020 † 1071)                                | Almodis de la Marche (ca.1020 † 1071)                                | Almodis de la Marche (ca.1020 † 1071)                                | Almodis de la Marche (ca.1020 † 1071)                                |                                                   |                                                   |                                                   |                                                   |                     |                     |                     |                     |                                                             |                                                             |                                                             |                                                             |                                                             |                                                             | Raymond Bérenger Ier (ca. 1022 † 1076) comte de Barcelone | Raymond Bérenger Ier (ca. 1022 † 1076) comte de Barcelone | Raymond Bérenger Ier (ca. 1022 † 1076) comte de Barcelone | Raymond Bérenger Ier (ca. 1022 † 1076) comte de Barcelone | Raymond Bérenger Ier (ca. 1022 † 1076) comte de Barcelone | Raymond Bérenger Ier (ca. 1022 † 1076) comte de Barcelone |
|                                                           |                                                           |                                                           |                                                           |                                                           |                                                           |  |  |                                                |                                                |                                                |                                                |                                                |                                                |                                                                                  |                                                                  |                                                                  |                                                                  |                                                                  |                                                                  |                                                              |                                                              | Pons († 1060) comte de Toulouse                                         | Pons († 1060) comte de Toulouse                                         | Pons († 1060) comte de Toulouse                                         | Pons († 1060) comte de Toulouse                                         | Pons († 1060) comte de Toulouse                                         | Pons († 1060) comte de Toulouse                                         |                                       |                                       |                                           |                                           |                                           |                                           |                                               |                                               |                                               |                                               |                                                        |                                                        |                                                        |                                                        | Almodis de la Marche (ca.1020 † 1071)                                | Almodis de la Marche (ca.1020 † 1071)                                | Almodis de la Marche (ca.1020 † 1071)                                | Almodis de la Marche (ca.1020 † 1071)                                | Almodis de la Marche (ca.1020 † 1071)                                | Almodis de la Marche (ca.1020 † 1071)                                |                                                   |                                                   |                                                   |                                                   |                     |                     |                     |                     |                                                             |                                                             |                                                             |                                                             |                                                             |                                                             | Raymond Bérenger Ier (ca. 1022 † 1076) comte de Barcelone | Raymond Bérenger Ier (ca. 1022 † 1076) comte de Barcelone | Raymond Bérenger Ier (ca. 1022 † 1076) comte de Barcelone | Raymond Bérenger Ier (ca. 1022 † 1076) comte de Barcelone | Raymond Bérenger Ier (ca. 1022 † 1076) comte de Barcelone | Raymond Bérenger Ier (ca. 1022 † 1076) comte de Barcelone |
|                                                           |                                                           |                                                           |                                                           |                                                           |                                                           |  |  |                                                |                                                |                                                |                                                |                                                |                                                |                                                                                  |                                                                  |                                                                  |                                                                  |                                                                  |                                                                  |                                                              |                                                              |                                                                         |                                                                         |                                                                         |                                                                         |                                                                         |                                                                         |                                       |                                       |                                           |                                           |                                           |                                           |                                               |                                               |                                               |                                               |                                                        |                                                        |                                                        |                                                        |                                                                      |                                                                      |                                                                      |                                                                      |                                                                      |                                                                      |                                                   |                                                   |                                                   |                                                   |                     |                     |                     |                     |                                                             |                                                             |                                                             |                                                             |                                                             |                                                             |                                                           |                                                           |                                                           |                                                           |                                                           |                                                           |
|                                                           |                                                           |                                                           |                                                           |                                                           |                                                           |  |  |                                                |                                                |                                                |                                                |                                                |                                                |                                                                                  |                                                                  |                                                                  |                                                                  |                                                                  |                                                                  |                                                              |                                                              |                                                                         |                                                                         |                                                                         |                                                                         |                                                                         |                                                                         |                                       |                                       |                                           |                                           |                                           |                                           |                                               |                                               |                                               |                                               |                                                        |                                                        |                                                        |                                                        |                                                                      |                                                                      |                                                                      |                                                                      |                                                                      |                                                                      |                                                   |                                                   |                                                   |                                                   |                     |                     |                     |                     |                                                             |                                                             |                                                             |                                                             |                                                             |                                                             |                                                           |                                                           |                                                           |                                                           |                                                           |                                                           |
|                                                           |                                                           |                                                           |                                                           |                                                           |                                                           |  |  | Guillaume IV († 1094) comte de Toulouse        | Guillaume IV († 1094) comte de Toulouse        | Guillaume IV († 1094) comte de Toulouse        | Guillaume IV († 1094) comte de Toulouse        | Guillaume IV († 1094) comte de Toulouse        | Guillaume IV († 1094) comte de Toulouse        |                                                                                  |                                                                  |                                                                  |                                                                  |                                                                  |                                                                  |                                                              |                                                              |                                                                         |                                                                         |                                                                         |                                                                         |                                                                         |                                                                         |                                       |                                       |                                           |                                           |                                           |                                           |                                               |                                               |                                               |                                               |                                                        |                                                        |                                                        |                                                        | Raymond Ier de Saint-Gilles († 1105) comte de Toulouse et de Tripoli | Raymond Ier de Saint-Gilles († 1105) comte de Toulouse et de Tripoli | Raymond Ier de Saint-Gilles († 1105) comte de Toulouse et de Tripoli | Raymond Ier de Saint-Gilles († 1105) comte de Toulouse et de Tripoli | Raymond Ier de Saint-Gilles († 1105) comte de Toulouse et de Tripoli | Raymond Ier de Saint-Gilles († 1105) comte de Toulouse et de Tripoli |                                                   |                                                   |                                                   |                                                   | Sancha de Barcelone | Sancha de Barcelone | Sancha de Barcelone | Sancha de Barcelone | Sancha de Barcelone                                         | Sancha de Barcelone                                         |                                                             |                                                             | Guillaume Raymond († 1095) comte de Cerdagne                | Guillaume Raymond († 1095) comte de Cerdagne                | Guillaume Raymond († 1095) comte de Cerdagne              | Guillaume Raymond († 1095) comte de Cerdagne              | Guillaume Raymond († 1095) comte de Cerdagne              | Guillaume Raymond († 1095) comte de Cerdagne              |                                                           |                                                           |
|                                                           |                                                           |                                                           |                                                           |                                                           |                                                           |  |  | Guillaume IV († 1094) comte de Toulouse        | Guillaume IV († 1094) comte de Toulouse        | Guillaume IV († 1094) comte de Toulouse        | Guillaume IV († 1094) comte de Toulouse        | Guillaume IV († 1094) comte de Toulouse        | Guillaume IV († 1094) comte de Toulouse        |                                                                                  |                                                                  |                                                                  |                                                                  |                                                                  |                                                                  |                                                              |                                                              |                                                                         |                                                                         |                                                                         |                                                                         |                                                                         |                                                                         |                                       |                                       |                                           |                                           |                                           |                                           |                                               |                                               |                                               |                                               |                                                        |                                                        |                                                        |                                                        | Raymond Ier de Saint-Gilles († 1105) comte de Toulouse et de Tripoli | Raymond Ier de Saint-Gilles († 1105) comte de Toulouse et de Tripoli | Raymond Ier de Saint-Gilles († 1105) comte de Toulouse et de Tripoli | Raymond Ier de Saint-Gilles († 1105) comte de Toulouse et de Tripoli | Raymond Ier de Saint-Gilles († 1105) comte de Toulouse et de Tripoli | Raymond Ier de Saint-Gilles († 1105) comte de Toulouse et de Tripoli |                                                   |                                                   |                                                   |                                                   | Sancha de Barcelone | Sancha de Barcelone | Sancha de Barcelone | Sancha de Barcelone | Sancha de Barcelone                                         | Sancha de Barcelone                                         |                                                             |                                                             | Guillaume Raymond († 1095) comte de Cerdagne                | Guillaume Raymond († 1095) comte de Cerdagne                | Guillaume Raymond († 1095) comte de Cerdagne              | Guillaume Raymond († 1095) comte de Cerdagne              | Guillaume Raymond († 1095) comte de Cerdagne              | Guillaume Raymond († 1095) comte de Cerdagne              |                                                           |                                                           |
|                                                           |                                                           |                                                           |                                                           |                                                           |                                                           |  |  |                                                |                                                |                                                |                                                |                                                |                                                |                                                                                  |                                                                  |                                                                  |                                                                  |                                                                  |                                                                  |                                                              |                                                              |                                                                         |                                                                         |                                                                         |                                                                         |                                                                         |                                                                         |                                       |                                       |                                           |                                           |                                           |                                           |                                               |                                               |                                               |                                               |                                                        |                                                        |                                                        |                                                        |                                                                      |                                                                      |                                                                      |                                                                      |                                                                      |                                                                      |                                                   |                                                   |                                                   |                                                   |                     |                     |                     |                     |                                                             |                                                             |                                                             |                                                             |                                                             |                                                             |                                                           |                                                           |                                                           |                                                           |                                                           |                                                           |
|                                                           |                                                           |                                                           |                                                           |                                                           |                                                           |  |  |                                                |                                                |                                                |                                                |                                                |                                                |                                                                                  |                                                                  |                                                                  |                                                                  |                                                                  |                                                                  |                                                              |                                                              |                                                                         |                                                                         |                                                                         |                                                                         |                                                                         |                                                                         |                                       |                                       |                                           |                                           |                                           |                                           |                                               |                                               |                                               |                                               |                                                        |                                                        |                                                        |                                                        |                                                                      |                                                                      |                                                                      |                                                                      |                                                                      |                                                                      |                                                   |                                                   |                                                   |                                                   |                     |                     |                     |                     |                                                             |                                                             |                                                             |                                                             |                                                             |                                                             |                                                           |                                                           |                                                           |                                                           |                                                           |                                                           |
|                                                           |                                                           |                                                           |                                                           |                                                           |                                                           |  |  |                                                |                                                |                                                |                                                |                                                |                                                |                                                                                  |                                                                  |                                                                  |                                                                  |                                                                  |                                                                  |                                                              |                                                              |                                                                         |                                                                         |                                                                         |                                                                         |                                                                         |                                                                         |                                       |                                       |                                           |                                           |                                           |                                           |                                               |                                               |                                               |                                               | Bertrand (1066 † 1112) comte de Toulouse et de Tripoli | Bertrand (1066 † 1112) comte de Toulouse et de Tripoli | Bertrand (1066 † 1112) comte de Toulouse et de Tripoli | Bertrand (1066 † 1112) comte de Toulouse et de Tripoli | Bertrand (1066 † 1112) comte de Toulouse et de Tripoli               | Bertrand (1066 † 1112) comte de Toulouse et de Tripoli               |                                                                      |                                                                      | Alphonse Jourdain (1103 † 1148) comte de Toulouse                    | Alphonse Jourdain (1103 † 1148) comte de Toulouse                    | Alphonse Jourdain (1103 † 1148) comte de Toulouse | Alphonse Jourdain (1103 † 1148) comte de Toulouse | Alphonse Jourdain (1103 † 1148) comte de Toulouse | Alphonse Jourdain (1103 † 1148) comte de Toulouse |                     |                     |                     |                     | Guillaume Jourdain († 1110) comte de Cerdagne et de Tripoli | Guillaume Jourdain († 1110) comte de Cerdagne et de Tripoli | Guillaume Jourdain († 1110) comte de Cerdagne et de Tripoli | Guillaume Jourdain († 1110) comte de Cerdagne et de Tripoli | Guillaume Jourdain († 1110) comte de Cerdagne et de Tripoli | Guillaume Jourdain († 1110) comte de Cerdagne et de Tripoli |                                                           |                                                           |                                                           |                                                           |                                                           |                                                           |
|                                                           |                                                           |                                                           |                                                           |                                                           |                                                           |  |  |                                                |                                                |                                                |                                                |                                                |                                                |                                                                                  |                                                                  |                                                                  |                                                                  |                                                                  |                                                                  |                                                              |                                                              |                                                                         |                                                                         |                                                                         |                                                                         |                                                                         |                                                                         |                                       |                                       |                                           |                                           |                                           |                                           |                                               |                                               |                                               |                                               | Bertrand (1066 † 1112) comte de Toulouse et de Tripoli | Bertrand (1066 † 1112) comte de Toulouse et de Tripoli | Bertrand (1066 † 1112) comte de Toulouse et de Tripoli | Bertrand (1066 † 1112) comte de Toulouse et de Tripoli | Bertrand (1066 † 1112) comte de Toulouse et de Tripoli               | Bertrand (1066 † 1112) comte de Toulouse et de Tripoli               |                                                                      |                                                                      | Alphonse Jourdain (1103 † 1148) comte de Toulouse                    | Alphonse Jourdain (1103 † 1148) comte de Toulouse                    | Alphonse Jourdain (1103 † 1148) comte de Toulouse | Alphonse Jourdain (1103 † 1148) comte de Toulouse | Alphonse Jourdain (1103 † 1148) comte de Toulouse | Alphonse Jourdain (1103 † 1148) comte de Toulouse |                     |                     |                     |                     | Guillaume Jourdain († 1110) comte de Cerdagne et de Tripoli | Guillaume Jourdain († 1110) comte de Cerdagne et de Tripoli | Guillaume Jourdain († 1110) comte de Cerdagne et de Tripoli | Guillaume Jourdain († 1110) comte de Cerdagne et de Tripoli | Guillaume Jourdain († 1110) comte de Cerdagne et de Tripoli | Guillaume Jourdain († 1110) comte de Cerdagne et de Tripoli |                                                           |                                                           |                                                           |                                                           |                                                           |                                                           |
| Guillaume IX de Poitiers (ca 1071 † 1127) duc d'Aquitaine | Guillaume IX de Poitiers (ca 1071 † 1127) duc d'Aquitaine | Guillaume IX de Poitiers (ca 1071 † 1127) duc d'Aquitaine | Guillaume IX de Poitiers (ca 1071 † 1127) duc d'Aquitaine | Guillaume IX de Poitiers (ca 1071 † 1127) duc d'Aquitaine | Guillaume IX de Poitiers (ca 1071 † 1127) duc d'Aquitaine |  |  | Philippe de Toulouse († 1117)                  | Philippe de Toulouse († 1117)                  | Philippe de Toulouse († 1117)                  | Philippe de Toulouse († 1117)                  | Philippe de Toulouse († 1117)                  | Philippe de Toulouse († 1117)                  |                                                                                  |                                                                  |                                                                  |                                                                  |                                                                  |                                                                  |                                                              |                                                              |                                                                         |                                                                         |                                                                         |                                                                         | Baudouin II († 1131) roi de Jérusalem                                   | Baudouin II († 1131) roi de Jérusalem                                   | Baudouin II († 1131) roi de Jérusalem | Baudouin II († 1131) roi de Jérusalem | Baudouin II († 1131) roi de Jérusalem     | Baudouin II († 1131) roi de Jérusalem     |                                           |                                           |                                               |                                               |                                               |                                               | Pons (1098 † 1137) comte de Tripoli                    | Pons (1098 † 1137) comte de Tripoli                    | Pons (1098 † 1137) comte de Tripoli                    | Pons (1098 † 1137) comte de Tripoli                    | Pons (1098 † 1137) comte de Tripoli                                  | Pons (1098 † 1137) comte de Tripoli                                  |                                                                      |                                                                      |                                                                      |                                                                      |                                                   |                                                   |                                                   |                                                   |                     |                     |                     |                     |                                                             |                                                             |                                                             |                                                             |                                                             |                                                             |                                                           |                                                           |                                                           |                                                           |                                                           |                                                           |
| Guillaume IX de Poitiers (ca 1071 † 1127) duc d'Aquitaine | Guillaume IX de Poitiers (ca 1071 † 1127) duc d'Aquitaine | Guillaume IX de Poitiers (ca 1071 † 1127) duc d'Aquitaine | Guillaume IX de Poitiers (ca 1071 † 1127) duc d'Aquitaine | Guillaume IX de Poitiers (ca 1071 † 1127) duc d'Aquitaine | Guillaume IX de Poitiers (ca 1071 † 1127) duc d'Aquitaine |  |  | Philippe de Toulouse († 1117)                  | Philippe de Toulouse († 1117)                  | Philippe de Toulouse († 1117)                  | Philippe de Toulouse († 1117)                  | Philippe de Toulouse († 1117)                  | Philippe de Toulouse († 1117)                  |                                                                                  |                                                                  |                                                                  |                                                                  |                                                                  |                                                                  |                                                              |                                                              |                                                                         |                                                                         |                                                                         |                                                                         | Baudouin II († 1131) roi de Jérusalem                                   | Baudouin II († 1131) roi de Jérusalem                                   | Baudouin II († 1131) roi de Jérusalem | Baudouin II († 1131) roi de Jérusalem | Baudouin II († 1131) roi de Jérusalem     | Baudouin II († 1131) roi de Jérusalem     |                                           |                                           |                                               |                                               |                                               |                                               | Pons (1098 † 1137) comte de Tripoli                    | Pons (1098 † 1137) comte de Tripoli                    | Pons (1098 † 1137) comte de Tripoli                    | Pons (1098 † 1137) comte de Tripoli                    | Pons (1098 † 1137) comte de Tripoli                                  | Pons (1098 † 1137) comte de Tripoli                                  |                                                                      |                                                                      |                                                                      |                                                                      |                                                   |                                                   |                                                   |                                                   |                     |                     |                     |                     |                                                             |                                                             |                                                             |                                                             |                                                             |                                                             |                                                           |                                                           |                                                           |                                                           |                                                           |                                                           |
|                                                           |                                                           |                                                           |                                                           |                                                           |                                                           |  |  |                                                |                                                |                                                |                                                |                                                |                                                |                                                                                  |                                                                  |                                                                  |                                                                  |                                                                  |                                                                  |                                                              |                                                              |                                                                         |                                                                         |                                                                         |                                                                         |                                                                         |                                                                         |                                       |                                       |                                           |                                           |                                           |                                           |                                               |                                               |                                               |                                               |                                                        |                                                        |                                                        |                                                        |                                                                      |                                                                      |                                                                      |                                                                      |                                                                      |                                                                      |                                                   |                                                   |                                                   |                                                   |                     |                     |                     |                     |                                                             |                                                             |                                                             |                                                             |                                                             |                                                             |                                                           |                                                           |                                                           |                                                           |                                                           |                                                           |
|                                                           |                                                           |                                                           |                                                           |                                                           |                                                           |  |  |                                                |                                                |                                                |                                                |                                                |                                                |                                                                                  |                                                                  |                                                                  |                                                                  |                                                                  |                                                                  |                                                              |                                                              |                                                                         |                                                                         |                                                                         |                                                                         |                                                                         |                                                                         |                                       |                                       |                                           |                                           |                                           |                                           |                                               |                                               |                                               |                                               |                                                        |                                                        |                                                        |                                                        |                                                                      |                                                                      |                                                                      |                                                                      |                                                                      |                                                                      |                                                   |                                                   |                                                   |                                                   |                     |                     |                     |                     |                                                             |                                                             |                                                             |                                                             |                                                             |                                                             |                                                           |                                                           |                                                           |                                                           |                                                           |                                                           |
| Guillaume X (1099 † 1137) duc d'Aquitaine                 | Guillaume X (1099 † 1137) duc d'Aquitaine                 | Guillaume X (1099 † 1137) duc d'Aquitaine                 | Guillaume X (1099 † 1137) duc d'Aquitaine                 | Guillaume X (1099 † 1137) duc d'Aquitaine                 | Guillaume X (1099 † 1137) duc d'Aquitaine                 |  |  |                                                |                                                |                                                |                                                |                                                |                                                | Bohémond II (ca 1108 † 1130) prince d'Antioche                                   | Bohémond II (ca 1108 † 1130) prince d'Antioche                   | Bohémond II (ca 1108 † 1130) prince d'Antioche                   | Bohémond II (ca 1108 † 1130) prince d'Antioche                   | Bohémond II (ca 1108 † 1130) prince d'Antioche                   | Bohémond II (ca 1108 † 1130) prince d'Antioche                   |                                                              |                                                              | Alix de Jérusalem                                                       | Alix de Jérusalem                                                       | Alix de Jérusalem                                                       | Alix de Jérusalem                                                       | Alix de Jérusalem                                                       | Alix de Jérusalem                                                       |                                       |                                       | Hodierne de Jérusalem (ca 1110 † ca 1164) | Hodierne de Jérusalem (ca 1110 † ca 1164) | Hodierne de Jérusalem (ca 1110 † ca 1164) | Hodierne de Jérusalem (ca 1110 † ca 1164) | Hodierne de Jérusalem (ca 1110 † ca 1164)     | Hodierne de Jérusalem (ca 1110 † ca 1164)     |                                               |                                               | Raymond II (ca 1120 † 1152) comte de Tripoli           | Raymond II (ca 1120 † 1152) comte de Tripoli           | Raymond II (ca 1120 † 1152) comte de Tripoli           | Raymond II (ca 1120 † 1152) comte de Tripoli           | Raymond II (ca 1120 † 1152) comte de Tripoli                         | Raymond II (ca 1120 † 1152) comte de Tripoli                         |                                                                      |                                                                      |                                                                      |                                                                      |                                                   |                                                   |                                                   |                                                   |                     |                     |                     |                     |                                                             |                                                             |                                                             |                                                             |                                                             |                                                             |                                                           |                                                           |                                                           |                                                           |                                                           |                                                           |
| Guillaume X (1099 † 1137) duc d'Aquitaine                 | Guillaume X (1099 † 1137) duc d'Aquitaine                 | Guillaume X (1099 † 1137) duc d'Aquitaine                 | Guillaume X (1099 † 1137) duc d'Aquitaine                 | Guillaume X (1099 † 1137) duc d'Aquitaine                 | Guillaume X (1099 † 1137) duc d'Aquitaine                 |  |  |                                                |                                                |                                                |                                                |                                                |                                                | Bohémond II (ca 1108 † 1130) prince d'Antioche                                   | Bohémond II (ca 1108 † 1130) prince d'Antioche                   | Bohémond II (ca 1108 † 1130) prince d'Antioche                   | Bohémond II (ca 1108 † 1130) prince d'Antioche                   | Bohémond II (ca 1108 † 1130) prince d'Antioche                   | Bohémond II (ca 1108 † 1130) prince d'Antioche                   |                                                              |                                                              | Alix de Jérusalem                                                       | Alix de Jérusalem                                                       | Alix de Jérusalem                                                       | Alix de Jérusalem                                                       | Alix de Jérusalem                                                       | Alix de Jérusalem                                                       |                                       |                                       | Hodierne de Jérusalem (ca 1110 † ca 1164) | Hodierne de Jérusalem (ca 1110 † ca 1164) | Hodierne de Jérusalem (ca 1110 † ca 1164) | Hodierne de Jérusalem (ca 1110 † ca 1164) | Hodierne de Jérusalem (ca 1110 † ca 1164)     | Hodierne de Jérusalem (ca 1110 † ca 1164)     |                                               |                                               | Raymond II (ca 1120 † 1152) comte de Tripoli           | Raymond II (ca 1120 † 1152) comte de Tripoli           | Raymond II (ca 1120 † 1152) comte de Tripoli           | Raymond II (ca 1120 † 1152) comte de Tripoli           | Raymond II (ca 1120 † 1152) comte de Tripoli                         | Raymond II (ca 1120 † 1152) comte de Tripoli                         |                                                                      |                                                                      |                                                                      |                                                                      |                                                   |                                                   |                                                   |                                                   |                     |                     |                     |                     |                                                             |                                                             |                                                             |                                                             |                                                             |                                                             |                                                           |                                                           |                                                           |                                                           |                                                           |                                                           |
|                                                           |                                                           |                                                           |                                                           |                                                           |                                                           |  |  |                                                |                                                |                                                |                                                |                                                |                                                |                                                                                  |                                                                  |                                                                  |                                                                  |                                                                  |                                                                  |                                                              |                                                              |                                                                         |                                                                         |                                                                         |                                                                         |                                                                         |                                                                         |                                       |                                       |                                           |                                           |                                           |                                           |                                               |                                               |                                               |                                               |                                                        |                                                        |                                                        |                                                        |                                                                      |                                                                      |                                                                      |                                                                      |                                                                      |                                                                      |                                                   |                                                   |                                                   |                                                   |                     |                     |                     |                     |                                                             |                                                             |                                                             |                                                             |                                                             |                                                             |                                                           |                                                           |                                                           |                                                           |                                                           |                                                           |
|                                                           |                                                           |                                                           |                                                           |                                                           |                                                           |  |  | Raymond de Poitiers († 1149) prince d'Antioche | Raymond de Poitiers († 1149) prince d'Antioche | Raymond de Poitiers († 1149) prince d'Antioche | Raymond de Poitiers († 1149) prince d'Antioche | Raymond de Poitiers († 1149) prince d'Antioche | Raymond de Poitiers († 1149) prince d'Antioche |                                                                                  |                                                                  |                                                                  |                                                                  | Constance d'Antioche (1127 † 1163) princesse d'Antioche          | Constance d'Antioche (1127 † 1163) princesse d'Antioche          | Constance d'Antioche (1127 † 1163) princesse d'Antioche      | Constance d'Antioche (1127 † 1163) princesse d'Antioche      | Constance d'Antioche (1127 † 1163) princesse d'Antioche                 | Constance d'Antioche (1127 † 1163) princesse d'Antioche                 |                                                                         |                                                                         |                                                                         |                                                                         |                                       |                                       |                                           |                                           |                                           |                                           | Raymond III (ca 1140 † 1187) comte de Tripoli | Raymond III (ca 1140 † 1187) comte de Tripoli | Raymond III (ca 1140 † 1187) comte de Tripoli | Raymond III (ca 1140 † 1187) comte de Tripoli | Raymond III (ca 1140 † 1187) comte de Tripoli          | Raymond III (ca 1140 † 1187) comte de Tripoli          |                                                        |                                                        |                                                                      |                                                                      |                                                                      |                                                                      |                                                                      |                                                                      |                                                   |                                                   |                                                   |                                                   |                     |                     |                     |                     |                                                             |                                                             |                                                             |                                                             |                                                             |                                                             |                                                           |                                                           |                                                           |                                                           |                                                           |                                                           |
|                                                           |                                                           |                                                           |                                                           |                                                           |                                                           |  |  | Raymond de Poitiers († 1149) prince d'Antioche | Raymond de Poitiers († 1149) prince d'Antioche | Raymond de Poitiers († 1149) prince d'Antioche | Raymond de Poitiers († 1149) prince d'Antioche | Raymond de Poitiers († 1149) prince d'Antioche | Raymond de Poitiers († 1149) prince d'Antioche |                                                                                  |                                                                  |                                                                  |                                                                  | Constance d'Antioche (1127 † 1163) princesse d'Antioche          | Constance d'Antioche (1127 † 1163) princesse d'Antioche          | Constance d'Antioche (1127 † 1163) princesse d'Antioche      | Constance d'Antioche (1127 † 1163) princesse d'Antioche      | Constance d'Antioche (1127 † 1163) princesse d'Antioche                 | Constance d'Antioche (1127 † 1163) princesse d'Antioche                 |                                                                         |                                                                         |                                                                         |                                                                         |                                       |                                       |                                           |                                           |                                           |                                           | Raymond III (ca 1140 † 1187) comte de Tripoli | Raymond III (ca 1140 † 1187) comte de Tripoli | Raymond III (ca 1140 † 1187) comte de Tripoli | Raymond III (ca 1140 † 1187) comte de Tripoli | Raymond III (ca 1140 † 1187) comte de Tripoli          | Raymond III (ca 1140 † 1187) comte de Tripoli          |                                                        |                                                        |                                                                      |                                                                      |                                                                      |                                                                      |                                                                      |                                                                      |                                                   |                                                   |                                                   |                                                   |                     |                     |                     |                     |                                                             |                                                             |                                                             |                                                             |                                                             |                                                             |                                                           |                                                           |                                                           |                                                           |                                                           |                                                           |
|                                                           |                                                           |                                                           |                                                           |                                                           |                                                           |  |  |                                                |                                                |                                                |                                                |                                                |                                                |                                                                                  |                                                                  |                                                                  |                                                                  |                                                                  |                                                                  |                                                              |                                                              |                                                                         |                                                                         |                                                                         |                                                                         |                                                                         |                                                                         |                                       |                                       |                                           |                                           |                                           |                                           |                                               |                                               |                                               |                                               |                                                        |                                                        |                                                        |                                                        |                                                                      |                                                                      |                                                                      |                                                                      |                                                                      |                                                                      |                                                   |                                                   |                                                   |                                                   |                     |                     |                     |                     |                                                             |                                                             |                                                             |                                                             |                                                             |                                                             |                                                           |                                                           |                                                           |                                                           |                                                           |                                                           |
|                                                           |                                                           |                                                           |                                                           |                                                           |                                                           |  |  |                                                |                                                |                                                |                                                |                                                |                                                | Bohémond III († 1201) prince d'Antioche                                          |                                                                  |                                                                  |                                                                  |                                                                  |                                                                  |                                                              |                                                              |                                                                         |                                                                         |                                                                         |                                                                         |                                                                         |                                                                         |                                       |                                       |                                           |                                           |                                           |                                           |                                               |                                               |                                               |                                               |                                                        |                                                        |                                                        |                                                        |                                                                      |                                                                      |                                                                      |                                                                      |                                                                      |                                                                      |                                                   |                                                   |                                                   |                                                   |                     |                     |                     |                     |                                                             |                                                             |                                                             |                                                             |                                                             |                                                             |                                                           |                                                           |                                                           |                                                           |                                                           |                                                           |
|                                                           |                                                           |                                                           |                                                           |                                                           |                                                           |  |  |                                                |                                                |                                                |                                                |                                                |                                                |                                                                                  |                                                                  |                                                                  |                                                                  |                                                                  |                                                                  |                                                              |                                                              |                                                                         |                                                                         |                                                                         |                                                                         |                                                                         |                                                                         |                                       |                                       |                                           |                                           |                                           |                                           |                                               |                                               |                                               |                                               |                                                        |                                                        |                                                        |                                                        |                                                                      |                                                                      |                                                                      |                                                                      |                                                                      |                                                                      |                                                   |                                                   |                                                   |                                                   |                     |                     |                     |                     |                                                             |                                                             |                                                             |                                                             |                                                             |                                                             |                                                           |                                                           |                                                           |                                                           |                                                           |                                                           |
|                                                           |                                                           |                                                           |                                                           |                                                           |                                                           |  |  |                                                |                                                |                                                |                                                |                                                |                                                |                                                                                  |                                                                  |                                                                  |                                                                  |                                                                  |                                                                  |                                                              |                                                              |                                                                         |                                                                         |                                                                         |                                                                         |                                                                         |                                                                         |                                       |                                       |                                           |                                           |                                           |                                           |                                               |                                               |                                               |                                               |                                                        |                                                        |                                                        |                                                        |                                                                      |                                                                      |                                                                      |                                                                      |                                                                      |                                                                      |                                                   |                                                   |                                                   |                                                   |                     |                     |                     |                     |                                                             |                                                             |                                                             |                                                             |                                                             |                                                             |                                                           |                                                           |                                                           |                                                           |                                                           |                                                           |
|                                                           |                                                           |                                                           |                                                           |                                                           |                                                           |  |  |                                                |                                                | Raymond IV († 1199) comte de Tripoli           | Raymond IV († 1199) comte de Tripoli           | Raymond IV († 1199) comte de Tripoli           | Raymond IV († 1199) comte de Tripoli           | Raymond IV († 1199) comte de Tripoli                                             | Raymond IV († 1199) comte de Tripoli                             |                                                                  |                                                                  | Bohémond IV (1172 † 1233) prince d'Antioche comte de Tripoli     | Bohémond IV (1172 † 1233) prince d'Antioche comte de Tripoli     | Bohémond IV (1172 † 1233) prince d'Antioche comte de Tripoli | Bohémond IV (1172 † 1233) prince d'Antioche comte de Tripoli | Bohémond IV (1172 † 1233) prince d'Antioche comte de Tripoli            | Bohémond IV (1172 † 1233) prince d'Antioche comte de Tripoli            |                                                                         |                                                                         |                                                                         |                                                                         |                                       |                                       |                                           |                                           |                                           |                                           |                                               |                                               |                                               |                                               |                                                        |                                                        |                                                        |                                                        |                                                                      |                                                                      |                                                                      |                                                                      |                                                                      |                                                                      |                                                   |                                                   |                                                   |                                                   |                     |                     |                     |                     |                                                             |                                                             |                                                             |                                                             |                                                             |                                                             |                                                           |                                                           |                                                           |                                                           |                                                           |                                                           |
|                                                           |                                                           |                                                           |                                                           |                                                           |                                                           |  |  |                                                |                                                | Raymond IV († 1199) comte de Tripoli           | Raymond IV († 1199) comte de Tripoli           | Raymond IV († 1199) comte de Tripoli           | Raymond IV († 1199) comte de Tripoli           | Raymond IV († 1199) comte de Tripoli                                             | Raymond IV († 1199) comte de Tripoli                             |                                                                  |                                                                  | Bohémond IV (1172 † 1233) prince d'Antioche comte de Tripoli     | Bohémond IV (1172 † 1233) prince d'Antioche comte de Tripoli     | Bohémond IV (1172 † 1233) prince d'Antioche comte de Tripoli | Bohémond IV (1172 † 1233) prince d'Antioche comte de Tripoli | Bohémond IV (1172 † 1233) prince d'Antioche comte de Tripoli            | Bohémond IV (1172 † 1233) prince d'Antioche comte de Tripoli            |                                                                         |                                                                         |                                                                         |                                                                         |                                       |                                       |                                           |                                           |                                           |                                           |                                               |                                               |                                               |                                               |                                                        |                                                        |                                                        |                                                        |                                                                      |                                                                      |                                                                      |                                                                      |                                                                      |                                                                      |                                                   |                                                   |                                                   |                                                   |                     |                     |                     |                     |                                                             |                                                             |                                                             |                                                             |                                                             |                                                             |                                                           |                                                           |                                                           |                                                           |                                                           |                                                           |
|                                                           |                                                           |                                                           |                                                           |                                                           |                                                           |  |  |                                                |                                                | Raymond-Roupen (1199 † 1221)                   | Raymond-Roupen (1199 † 1221)                   | Raymond-Roupen (1199 † 1221)                   | Raymond-Roupen (1199 † 1221)                   | Raymond-Roupen (1199 † 1221)                                                     | Raymond-Roupen (1199 † 1221)                                     |                                                                  |                                                                  | Bohémond V († 1252) prince d'Antioche comte de Tripoli           | Bohémond V († 1252) prince d'Antioche comte de Tripoli           | Bohémond V († 1252) prince d'Antioche comte de Tripoli       | Bohémond V († 1252) prince d'Antioche comte de Tripoli       | Bohémond V († 1252) prince d'Antioche comte de Tripoli                  | Bohémond V († 1252) prince d'Antioche comte de Tripoli                  |                                                                         |                                                                         |                                                                         |                                                                         |                                       |                                       |                                           |                                           |                                           |                                           |                                               |                                               |                                               |                                               |                                                        |                                                        |                                                        |                                                        |                                                                      |                                                                      |                                                                      |                                                                      |                                                                      |                                                                      |                                                   |                                                   |                                                   |                                                   |                     |                     |                     |                     |                                                             |                                                             |                                                             |                                                             |                                                             |                                                             |                                                           |                                                           |                                                           |                                                           |                                                           |                                                           |
|                                                           |                                                           |                                                           |                                                           |                                                           |                                                           |  |  |                                                |                                                | Raymond-Roupen (1199 † 1221)                   | Raymond-Roupen (1199 † 1221)                   | Raymond-Roupen (1199 † 1221)                   | Raymond-Roupen (1199 † 1221)                   | Raymond-Roupen (1199 † 1221)                                                     | Raymond-Roupen (1199 † 1221)                                     |                                                                  |                                                                  | Bohémond V († 1252) prince d'Antioche comte de Tripoli           | Bohémond V († 1252) prince d'Antioche comte de Tripoli           | Bohémond V († 1252) prince d'Antioche comte de Tripoli       | Bohémond V († 1252) prince d'Antioche comte de Tripoli       | Bohémond V († 1252) prince d'Antioche comte de Tripoli                  | Bohémond V († 1252) prince d'Antioche comte de Tripoli                  |                                                                         |                                                                         |                                                                         |                                                                         |                                       |                                       |                                           |                                           |                                           |                                           |                                               |                                               |                                               |                                               |                                                        |                                                        |                                                        |                                                        |                                                                      |                                                                      |                                                                      |                                                                      |                                                                      |                                                                      |                                                   |                                                   |                                                   |                                                   |                     |                     |                     |                     |                                                             |                                                             |                                                             |                                                             |                                                             |                                                             |                                                           |                                                           |                                                           |                                                           |                                                           |                                                           |
|                                                           |                                                           |                                                           |                                                           |                                                           |                                                           |  |  |                                                |                                                |                                                |                                                |                                                |                                                |                                                                                  |                                                                  |                                                                  |                                                                  | Bohémond VI (1237 † 1275) prince d'Antioche comte de Tripoli     |                                                                  |                                                              |                                                              |                                                                         |                                                                         |                                                                         |                                                                         |                                                                         |                                                                         |                                       |                                       |                                           |                                           |                                           |                                           |                                               |                                               |                                               |                                               |                                                        |                                                        |                                                        |                                                        |                                                                      |                                                                      |                                                                      |                                                                      |                                                                      |                                                                      |                                                   |                                                   |                                                   |                                                   |                     |                     |                     |                     |                                                             |                                                             |                                                             |                                                             |                                                             |                                                             |                                                           |                                                           |                                                           |                                                           |                                                           |                                                           |
|                                                           |                                                           |                                                           |                                                           |                                                           |                                                           |  |  |                                                |                                                |                                                |                                                |                                                |                                                |                                                                                  |                                                                  |                                                                  |                                                                  |                                                                  |                                                                  |                                                              |                                                              |                                                                         |                                                                         |                                                                         |                                                                         |                                                                         |                                                                         |                                       |                                       |                                           |                                           |                                           |                                           |                                               |                                               |                                               |                                               |                                                        |                                                        |                                                        |                                                        |                                                                      |                                                                      |                                                                      |                                                                      |                                                                      |                                                                      |                                                   |                                                   |                                                   |                                                   |                     |                     |                     |                     |                                                             |                                                             |                                                             |                                                             |                                                             |                                                             |                                                           |                                                           |                                                           |                                                           |                                                           |                                                           |
|                                                           |                                                           |                                                           |                                                           |                                                           |                                                           |  |  |                                                |                                                |                                                |                                                |                                                |                                                |                                                                                  |                                                                  |                                                                  |                                                                  |                                                                  |                                                                  |                                                              |                                                              |                                                                         |                                                                         |                                                                         |                                                                         |                                                                         |                                                                         |                                       |                                       |                                           |                                           |                                           |                                           |                                               |                                               |                                               |                                               |                                                        |                                                        |                                                        |                                                        |                                                                      |                                                                      |                                                                      |                                                                      |                                                                      |                                                                      |                                                   |                                                   |                                                   |                                                   |                     |                     |                     |                     |                                                             |                                                             |                                                             |                                                             |                                                             |                                                             |                                                           |                                                           |                                                           |                                                           |                                                           |                                                           |
|                                                           |                                                           |                                                           |                                                           |                                                           |                                                           |  |  |                                                |                                                |                                                |                                                |                                                |                                                | Lucie († 1299) princesse titulaire d'Antioch comtesse de Tripoli                 | Lucie († 1299) princesse titulaire d'Antioch comtesse de Tripoli | Lucie († 1299) princesse titulaire d'Antioch comtesse de Tripoli | Lucie († 1299) princesse titulaire d'Antioch comtesse de Tripoli | Lucie († 1299) princesse titulaire d'Antioch comtesse de Tripoli | Lucie († 1299) princesse titulaire d'Antioch comtesse de Tripoli |                                                              |                                                              | Bohémond VII (1261 † 1287) prince titulaire d'Antioche comte de Tripoli | Bohémond VII (1261 † 1287) prince titulaire d'Antioche comte de Tripoli | Bohémond VII (1261 † 1287) prince titulaire d'Antioche comte de Tripoli | Bohémond VII (1261 † 1287) prince titulaire d'Antioche comte de Tripoli | Bohémond VII (1261 † 1287) prince titulaire d'Antioche comte de Tripoli | Bohémond VII (1261 † 1287) prince titulaire d'Antioche comte de Tripoli |                                       |                                       |                                           |                                           |                                           |                                           |                                               |                                               |                                               |                                               |                                                        |                                                        |                                                        |                                                        |                                                                      |                                                                      |                                                                      |                                                                      |                                                                      |                                                                      |                                                   |                                                   |                                                   |                                                   |                     |                     |                     |                     |                                                             |                                                             |                                                             |                                                             |                                                             |                                                             |                                                           |                                                           |                                                           |                                                           |                                                           |                                                           |
|                                                           |                                                           |                                                           |                                                           |                                                           |                                                           |  |  |                                                |                                                |                                                |                                                |                                                |                                                | Lucie († 1299) princesse titulaire d'Antioch comtesse de Tripoli                 | Lucie († 1299) princesse titulaire d'Antioch comtesse de Tripoli | Lucie († 1299) princesse titulaire d'Antioch comtesse de Tripoli | Lucie († 1299) princesse titulaire d'Antioch comtesse de Tripoli | Lucie († 1299) princesse titulaire d'Antioch comtesse de Tripoli | Lucie († 1299) princesse titulaire d'Antioch comtesse de Tripoli |                                                              |                                                              | Bohémond VII (1261 † 1287) prince titulaire d'Antioche comte de Tripoli | Bohémond VII (1261 † 1287) prince titulaire d'Antioche comte de Tripoli | Bohémond VII (1261 † 1287) prince titulaire d'Antioche comte de Tripoli | Bohémond VII (1261 † 1287) prince titulaire d'Antioche comte de Tripoli | Bohémond VII (1261 † 1287) prince titulaire d'Antioche comte de Tripoli | Bohémond VII (1261 † 1287) prince titulaire d'Antioche comte de Tripoli |                                       |                                       |                                           |                                           |                                           |                                           |                                               |                                               |                                               |                                               |                                                        |                                                        |                                                        |                                                        |                                                                      |                                                                      |                                                                      |                                                                      |                                                                      |                                                                      |                                                   |                                                   |                                                   |                                                   |                     |                     |                     |                     |                                                             |                                                             |                                                             |                                                             |                                                             |                                                             |                                                           |                                                           |                                                           |                                                           |                                                           |                                                           |
|                                                           |                                                           |                                                           |                                                           |                                                           |                                                           |  |  |                                                |                                                |                                                |                                                |                                                |                                                | Philippe de Toucy (†1300) prince titulaire d'Antioche comte titulaire de Tripoli |                                                                  |                                                                  |                                                                  |                                                                  |                                                                  |                                                              |                                                              |                                                                         |                                                                         |                                                                         |                                                                         |                                                                         |                                                                         |                                       |                                       |                                           |                                           |                                           |                                           |                                               |                                               |                                               |                                               |                                                        |                                                        |                                                        |                                                        |                                                                      |                                                                      |                                                                      |                                                                      |                                                                      |                                                                      |                                                   |                                                   |                                                   |                                                   |                     |                     |                     |                     |                                                             |                                                             |                                                             |                                                             |                                                             |                                                             |                                                           |                                                           |                                                           |                                                           |                                                           |                                                           |